# Aeronautyka

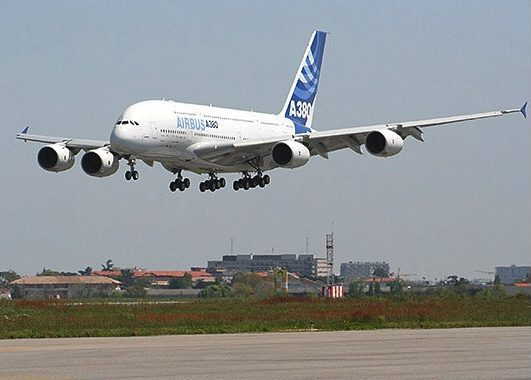
Airbus A380

Aeronautyka (gr. aḗr – „powietrze”, nautikḗ – „żeglarstwo”) – nauka zajmująca się szeroko pojętym lotnictwem, obejmująca swoim zakresem konstrukcję statków powietrznych, aerodynamikę, materiałoznawstwo, technologię produkcji i eksploatacji, dynamikę lotu, zagadnienia automatyki i sterowania, wyposażenie pokładowe, nawigację, łączność oraz ryzyko i niezawodność. Zwana jest także awiacją.